# Zack Pianalto
Zack Pianalto (Springdale, 27 maggio 1989) è un giocatore di football americano statunitense che gioca nel ruolo di tight end per i Pittsburgh Steelers della National Football League (NFL). Dopo non essere stato scelto nel Draft NFL 2011 firmò coi Buffalo Bills. Al college ha giocato a football all'Università della Carolina del Nord.

## Carriera professionistica

### Buffalo Bills
Pianalto firmò in qualità di free agent coi Buffalo Bills dopo non essere stato selezionato nel Draft 2011. Inizialmente riuscì ad entrare nel roster dei 53 uomini della stagione regolare, ma fu tagliato il giorno successivo.

### Tampa Bay Buccaneers
Il 5 settembre 2011, Pianalto firmò con i Tampa Buccaneers per essere il terzo tight end nella graduatoria della squadra. Nella sua stagione da rookie disputò tredici partite, nessuna delle quali come titolare, ricevendo 4 passaggi per 40 yard complessive. Dopo non aver giocato nella stagione 2012 fu svincolato.

### Pittsburgh Steelers
Nella primavera 2013, Pianalto firmò coi Pittsburgh Steelers.

## Vittorie e premi
Nessuno

## Statistiche
| Partite totali             | 13 |
| Partite totali da titolare | 0  |
| Yard su ricezione          | 40 |
| Touchdown su ricezione     | 0  |